# Damernas tempolopp i landsvägscykling vid olympiska sommarspelen 2008
Damernas tempolopp i landsvägscykling vid olympiska sommarspelen 2008 ägde rum den 13 augusti i Urban Road Cycling Course.
Cyklisterna startade med två minuters intervall. Banan var 23,5 kilometer lång. De tävlade mot klockan snarare än mot de andra cyklisterna, då snabbaste tiden vann.

## Medaljörer
| Event              | Guld                  | Silver                     | Brons                |
| Damernas tempolopp | Kristin Armstrong USA | Emma Pooley Storbritannien | Karin Thürig Schweiz |

## Resultat
| Placering | Cyklist                          | Tid      |
| --------- | -------------------------------- | -------- |
|           | Kristin Armstrong (USA)          | 34:51.72 |
|           | Emma Pooley (GBR)                | 35:16.01 |
|           | Karin Thürig (SUI)               | 35:50.99 |
| 4         | Jeannie Longo-Ciprelli (FRA)     | 35:52.62 |
| 5         | Christine Thorburn (USA)         | 35:54.16 |
| 6         | Judith Arndt (GER)               | 35:59.77 |
| 7         | Christiane Soeder (AUT)          | 36:20.75 |
| 8         | Priska Doppmann (SUI)            | 36:27.79 |
| 9         | Zulfiya Zabirova (KAZ)           | 36:29.47 |
| 10        | Susanne Ljungskog (SWE)          | 36:33.50 |
| 11        | Hanka Kupfernagel (GER)          | 36:35.05 |
| 12        | Tatiana Guderzo (ITA)            | 36:37.97 |
| 13        | Linda Villumsen (DEN)            | 36:50.62 |
| 14        | Marianne Vos (NED)               | 36:58.67 |
| 15        | Nicole Cooke (GBR)               | 37:14.25 |
| 16        | Natalia Boyarskaya (RUS)         | 37:14.65 |
| 17        | Min Gao (CHN)                    | 37:15.23 |
| 18        | Mirjam Melchers-van Poppel (NED) | 37:51.59 |
| 19        | Marta Vilajosana (ESP)           | 37:54.99 |
| 20        | Maryline Salvetat (FRA)          | 38:09.72 |
| 21        | Emma Johansson (SWE)             | 38:28.83 |
| 22        | Oenone Wood (AUS)                | 38:53.45 |
| 23        | Edita Pučinskaitė (LTU)          | 38:55.37 |
| 24        | Alexandra Wrubleski (CAN)        | 39:15.42 |
| 25        | Lang Meng (CHN)                  | 40:51.61 |